# Regering-Simons (Luxemburg)

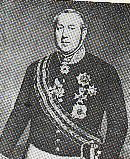
Charles-Mathias Simons

De Regering-Simons was van 23 september 1853 tot 26 september 1860 aan de macht in het Groothertogdom Luxemburg.

## Samenstelling
- 23 september 1853 - 23 september 1854

| Willem III van Luxemburg                         | groothertog |
| Simons I (23 september 1853 - 23 september 1854) | |
| Charles-Mathias Simons                           | president van de Raad, administrateur-generaal van Buitenlandse Zaken                                                       |
| François-Xavier Wurth                            | administrateur-generaal van Justitie                                                                                        |
| Vendelin Jurion                                  | adiministrateur-generaal van Binnenlandse Zaken                                                                             |
| Mathias Wellenstein                              | administrateur-generaal van Openbare Werken                                                                                 |
| Emmanuel Servais                                 | administrateur-generaal van Financiën                                                                                       |
| Édouard Thilges                                  | administrateur-generaal van Communale Zaken                                                                                 |
| Simons II (23 september 1854 - 24 mei 1856)      | |
| Charles-Mathias Simons                           | president van de Raad, administrateur-generaal van Buitenlandse Zaken                                                       |
| François-Xavier Wurth                            | admininstrateur-generaal van Justitie                                                                                       |
| Vendelin Jurion                                  | administrateur-generaal van Binnenlandse Zaken                                                                              |
| Emmanuel Servais                                 | administrateur-generaal van Financiën                                                                                       |
| Édouard Thilges                                  | administrateur-generaal van Communale Zaken                                                                                 |
| Simons III (24 mei 1854 - 2 juni 1857)           | |
| Charles-Mathias Simons                           | president van de Raad, administrateur-generaal van Buitenlandse Zaken                                                       |
| François-Xavier Wurth                            | administrateur-generaal van Binnenlandse Zaken                                                                              |
| Emmanuel Servais                                 | administrateur-generaal van Financiën                                                                                       |
| Charles-Gérard Eyschen                           | administrateur-generaal van Justitie                                                                                        |
| Paul De Scherff                                  | administrateur-generaal van Openbare Werken                                                                                 |
| Simons IV (2 juni - 29 november 1857)            | |
| Charles-Mathias Simons                           | president van de Raad, administrateur-generaal van Buitenlandse Zaken                                                       |
| François-Xavier Wurth                            | administrateur-generaal van Binnenlandse Zaken                                                                              |
| Emmanuel Servais                                 | administrateur-generaal van Financiën                                                                                       |
| Charles-Gérard Eyschen                           | administrateur-generaal van Justitie                                                                                        |
| Paul De Scherff                                  | administrateur-generaal van Spoorwegen                                                                                      |
| Guillaume-Mathias Augustin                       | administrateur-generaal van Openbare Werken                                                                                 |
| Simons V (29 november 1857 - 12 november 1858)   | |
| Charles-Mathias Simons                           | president van de Raad, directeur-generaal van Buitenlandse Zaken                                                            |
| François-Xavier Wurth                            | directeur-generaal van Binnenlandse Zaken                                                                                   |
| Guillaume-Mathias Simons                         | directeur-generaal van Justitie en Financiën                                                                                |
| Paul De Scherff                                  | directeur-generaal van Spoorwegen                                                                                           |
| Simons VI (12 november 1858 - 23 juni 1859)      | |
| Charles-Mathias Simons                           | president van de Raad, directeur-generaal van Buitenlandse Zaken                                                            |
| Guillaume-Mathias Augustin                       | directeur-generaal van Justitie en Financiën                                                                                |
| Jean Ulveling                                    | directeur-generaal van Binnenlandse Zaken                                                                                   |
| Simons VII (23 juni - 15 juli 1859)              | |
| Charles-Mathias Simons                           | president van de Raad, directeur-generaal van Buitenlandse Zaken interim directeur-generaal van Justitie en Openbare Werken |
| Jean Ulveling                                    | directeur-generaal van Binnenlandse Zaken ad interim directeur-generaal van Financiën                                       |
| Simons VIII (15 juli 1859 - 26 september 1860)   | |
| Charles-Mathias Simons                           | president van de Raad, directeur-generaal van Buitenlandse Zaken                                                            |
| Jean Ulvelinh                                    | directeur-generaal van Financiën                                                                                            |
| Édouard Thilges                                  | directeur-generaal van Binnenlandse Zaken en Justitie                                                                       |